# Szabó Erika (labdarúgó)
Szabó Erika (1974. november 4. –) válogatott magyar labdarúgó, csatár. A sportsajtóban Szabó I néven volt ismert.

## Pályafutása

### A válogatottban
1999 és 2000 közt két alkalommal szerepelt a válogatottban.

## Sikerei, díjai
- Magyar bajnokság
  - 3.: 2000–01, 2001–02

## Statisztika

### Mérkőzései a válogatottban
| Magyarország | Magyarország     | Magyarország | Magyarország        | Magyarország | Magyarország | Magyarország | Magyarország | Magyarország |
| #            | Dátum            | Helyszín     | Hazai               | Eredmény     | Vendég       | Kiírás       | Gólok        | Esemény      |
| ------------ | ---------------- | ------------ | ------------------- | ------------ | ------------ | ------------ | ------------ | ------------ |
| 1.           | 1999. október 2. | Kateríni     | Görögország         | 0 – 8        | Magyarország | Eb-selejtező | -            | 72'          |
| 2.           | 2000. május 13.  | Travnik      | Bosznia-Hercegovina | 0 – 3        | Magyarország | Eb-selejtező | -            | 77'          |
|              | Összesen         |              |                     | 2            | mérkőzés     |              | 0            | gól          |